# 姫田城
姫田城（ひめだじょう）は、徳島県鳴門市大麻町姫田にあった16世紀頃の日本の城。

## 歴史
築城年は不明であり、姫田佐渡守藤家が勝瑞城の外城のために創建した。天正5年（1577年）に細川真之と戦って敗死した阿波国の大名・三好長治の後を追い、城主・姫田藤家も自害。その後、姫田甚左衛門が後を継ぐが、天正10年（1582年）の中富川の戦いで討死したため姫田城は落城してしまう。
現在の城跡には葛城神社が建てられている。